# Alliance des démocrates libres
Pour les articles homonymes, voir Démocrates libres.
L’Alliance des démocrates libres (hongrois : Szabad Demokraták Szövetsége, prononcé [ˈsɒbɒd ˈdɛmokɾɒtaːk ˈsøvɛtːʃeːgɛ], SZDSZ) était un parti politique libéral hongrois du centre. Force de premier plan durant la transition post-communiste, le SZDSZ disparaît en 2013 en raison de lourdes déconvenues électorales et de graves problèmes financiers.

## Historique
Fondé en 1988 par opposition au communisme, le SZDSZ est un parti libéral tant économiquement que politiquement. Il défend ainsi le droit des femmes, des homosexuels, des minorités ethniques et se montre plutôt favorable à la consommation de drogues douces. Le SZDSZ est considéré comme le « Parti des intellectuels », notamment en raison de sa filiation avec la dissidence des années 1970-1980. Il est connu comme l'une des formations qui ont participé au changement de régime à la fin des années 1980.
Solidement implanté à Budapest, le SZDSZ ne parvient pas à élargir sa base électorale au reste du pays. En 1998 et en 2002, il entre de justesse à l'Assemblée nationale avec 5,5 % des voix et 20 députés. Ceci lui permet de former une majorité de centre-gauche avec le Parti socialiste hongrois (Magyar Szocialista Párt, MSZP). En juin 2004, il remporta 7,7 % des voix et obtient deux députés européens, inscrits au groupe de l'Alliance des démocrates et des libéraux pour l'Europe.
Allié aux socialistes du MSZP, il parvient de nouveau à se maintenir au Parlement lors des élections législatives de 2006. Entre 2006 et 2010, il détient ainsi plusieurs porte-feuilles ministériels au sein du gouvernement.
Aux élections européennes de 2009, le SZDSZ n'obtient aucun député européen. Lors des élections législatives d'avril 2010, le parti ne parvient pas à franchir les 5 % nécessaires pour entrer à l'Assemblée nationale. Dans un contexte de forte poussée de la droite et de l'extrême droite en Hongrie, le SZDSZ perd également la municipalité de Budapest dominée par le parti depuis 1990. Gábor Demszky doit alors céder à l'automne 2010 son fauteuil de maire au conservateur István Tarlós, une situation inédite dans la capitale. Ne parvenant pas à dépasser ses déroutes électorales et ses difficultés financières, le parti prononce son auto-dissolution le 30 octobre 2013.

## Représentation parlementaire
| année | sièges pourcentage          | sièges | voix      | statut              |
| ----- | --------------------------- | ------ | --------- | ------------------- |
| 1990  | 23,83 %                     | 92     | 1,168,234 | opposition          |
| 1994  | 17,88 %                     | 69     | 965,401   | gouvernement        |
| 1998  | 6,22 %                      | 24     | 344,352   | opposition          |
| 2002  | 5,18 %                      | 20     | 313,084   | gouvernement        |
| 2006  | 5,18 %                      | 20     | 351,612   | gouvernement        |
| 2008  | Dissolution de la coalition | 20     |           | opposition          |
| 2010  | 0,25 %                      | 0      | 12,652    | extra-parlementaire |